# Ingvar Harra
Ingvar (altisländisch Yngvarr Harra, lateinisch Yngvar canutus) war ein sagenhafter schwedischer König im späten 6. Jahrhundert.
Er wurde in der Historia Norwegiae, der Ynglinga saga und der Ynglingatal erwähnt.
Ingvar war ein Sohn von Östen.
Er kämpfte öfter gegen Wikinger an der südöstlichen Ostseeküste (Eistland).
Ingvar fiel in einer Schlacht auf der Insel Ösel.
Sein Sohn Anund wurde neuer schwedischer König.